# Абдулрахман Аль-Джассім
Абдулрахман Аль-Джасім (араб. عبد الرحمن الجاسم; нар. 14 жовтня 1987) — катарський футбольний арбітр. Арбітр ФІФА з 2013 року.

## Біографія
8 квітня 2015 Аль-Джассім провів свій перший матч на міжнародному рівні між південнокорейським «Сувон Самсунг Блювінгз» і австралійським «Брисбен Роар» в Лізі чемпіонів АФК. Матч закінчився з рахунком 3:1, а катарець показав п'ять жовтих карток.
Був одним з арбітрів на юнацькому чемпіонаті світу U-20 2017 року, обслуживши одну гру групового етапу та одну 1/8 фіналу.
У квітні 2018 року він був обраний одним з тринадцяти відеоасистентів арбітрів, що візьмуть участь у обслуговуванні матчів чемпіонату світу 2018 року. 
У 2022 році обраний арбітром на ЧС 2022 у Катарі.